# ジョン・C・マザー
ジョン・クロムウェル・マザー（John Cromwell Mather、1946年8月7日 - ）は、アメリカ合衆国の天体物理学者、宇宙論学者。バージニア州ロアノーク出身。
メリーランド州のNASAゴダード宇宙飛行センターの上級天体物理学者で、メリーランド大学の準教授である。黒体形状の発見と宇宙マイクロ波背景放射の異方性の発見や人工衛星COBE（宇宙背景放射探査機）でビッグバン理論を具体化するのを助けた業績でジョージ・F・スムートとともに2006年ノーベル物理学賞受賞者に選ばれた。

## 前半生

### 教育と研究初期
- 1968年 学士（物理学）：スワースモア大学 Swarthmore College
- 1974年 博士（物理学）：カリフォルニア大学バークレー校
- 1974～76年（NRCフェロー）：コロンビア大学ゴダード宇宙科学研究所

### COBE参加

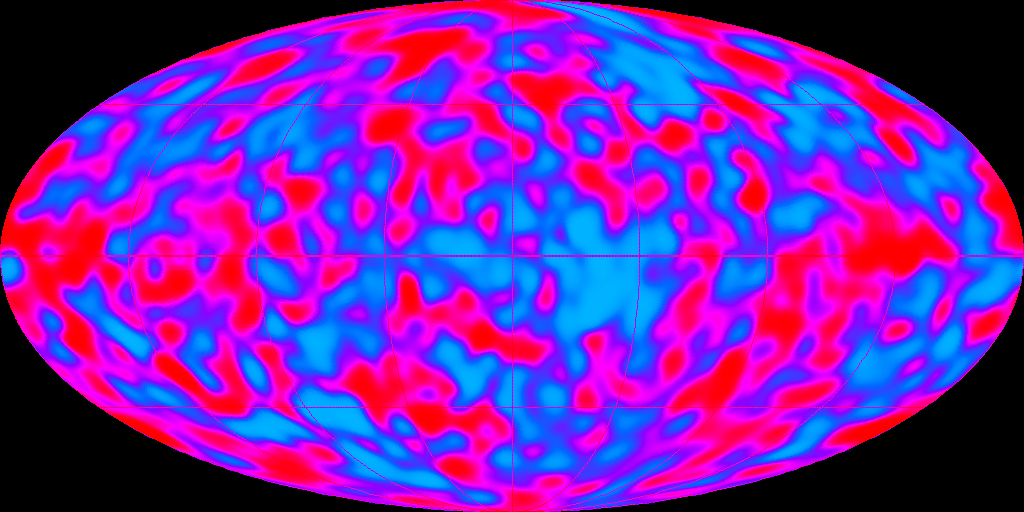
COBEが発見した宇宙マイクロ波背景放射（CMB）の揺らぎ

NRCフェローとして、ゴダード宇宙科学研究所に在籍（1974～76）、そこでCOBE開発、推進を提唱した。
COBEが成功したのは、1000人以上の調査員、技術者などの大規模なチームワークの賜物である。ジョン・マザーは全体を統括し、COBEが観測した極超短波背景輻射の黒体放射を明らかにした中心的な役割も担った。ジョージ・スムートは輻射の温度に微妙な違いがあることを主に計測していた。

## 著書
ジョン・ボズローとの共著The Very First Light: The True Inside Story of the Scientific Journey Back to the Dawn of the Universe（仮訳『始まりの光：宇宙の夜明けに戻る科学旅行の隠された物語』）は、1996年に出版され、出版社と一般の科学に関心をもつ人々双方から広汎な絶賛を浴びた。

## 受賞歴
- Aviation Week and Space Technology賞、1992年、宇宙/ミサイル部門
- Discover Magazine技術賞、最終候補（1993年）
- American Institute of Aeronautics and Astronautics Space Science Award, 1993
- ハイネマン賞天体物理学部門（アメリカ天文学会、アメリカ物理学会：1993年）
- ジョン・スコット賞, City of Philadelphia, 1995
- ランフォード賞（アメリカ芸術科学アカデミー：1996年）
- アメリカ物理学会フェロー（1996年）
- ベンジャミン・フランクリン・メダル（フランクリン協会：1999年）
- George W. Goddard Award（Society of Photo-Optical Instrumentation Engineers：2005年）
- グルーバー賞宇宙論部門（COBE Teamと、Peter Gruber Foundation：2006年）
- ノーベル物理学賞（2006年）

## 栄誉
- Scholarship (honorary), スワースモア大学, 1964-68
- en:William Lowell Putnam Mathematical CompetitionWilliam Lowell Putnam Mathematical Competition, 1967, 30th place nationwide
- NSF Fellowship and honorary Woodrow Wilson Fellowship 1968-70
- en:Hertz FoundationHertz Foundation Fellowship, 1970-74
- John C. Lindsay Memorial Award (NASA-GSFC), 1990
- Rotary National Space Achievement Award, 1991
- National Air and Space Museum Trophy, 1991
- Goddard Fellow, 1994, GSFC
- スワースモア大学名誉教授（1994年）
- Hall of Fame, Aviation Week and Space Technology ：1997年）
- 全米科学アカデミー会員（1997年）
- Marc Aaronson Memorial Prize（1998年）
- アメリカ芸術科学アカデミー会員（1998年）
- アメリカ哲学協会会員（2023年）